# Vergaville
Vergaville – miejscowość i gmina we Francji, w regionie Grand Est, w departamencie Mozela.
Według danych na rok 1990 gminę zamieszkiwało 599 osób, a gęstość zaludnienia wynosiła 45 osób/km² (wśród 2335 gmin Lotaryngii Vergaville plasuje się na 536. miejscu pod względem liczby ludności, natomiast pod względem powierzchni na miejscu 408.).